# Neil Gourley
Neil Gourley (Glasgow, 7 de febrero de 1995) es un deportista británico que compite en atletismo, especialista en las carreras de mediofondo.
Ganó una medalla de plata en el Campeonato Mundial de Atletismo en Pista Cubierta de 2025 y una medalla de plata en el Campeonato Europeo de Atletismo en Pista Cubierta de 2023, en la prueba de 1500 m.
Estudió Ingeniería Mecánica en el Instituto Politécnico y Universidad Estatal de Virginia.

## Palmarés internacional
| Campeonato Mundial en Pista Cubierta | Campeonato Mundial en Pista Cubierta | Campeonato Mundial en Pista Cubierta | Campeonato Mundial en Pista Cubierta |
| Año                                  | Lugar                                | Medalla                              | Prueba                               |
| ------------------------------------ | ------------------------------------ | ------------------------------------ | ------------------------------------ |
| 2025                                 | Nankín (China)                       | Medalla de plata                     | 1500 m                               |
| Campeonato Europeo en Pista Cubierta |                                      |                                      |                                      |
| Año                                  | Lugar                                | Medalla                              | Prueba                               |
| 2023                                 | Estambul (Turquía)                   | Medalla de plata                     | 1500 m                               |